# Rongshan Kenzhichang (bondby i Kina, Jiangxi Sheng, lat 27,71, long 116,44)
Rongshan Kenzhichang är en bondby i Kina. Den ligger i provinsen Jiangxi, i den sydöstra delen av landet, omkring 120 kilometer sydost om provinshuvudstaden Nanchang. Antalet invånare är 389. Befolkningen består av 180 kvinnor och 209 män. Barn under 15 år utgör 21,0 %, vuxna 15-64 år 70 %, och äldre över 65 år 7,0 %.
Runt Rongshan Kenzhichang är det tätbefolkat, med 319 invånare per kvadratkilometer. Närmaste större samhälle är Rongshan, 2,4 km väster om Rongshan Kenzhichang. I omgivningarna runt Rongshan Kenzhichang växer i huvudsak blandskog.
Genomsnittlig årsnederbörd är 2 281 millimeter. Den regnigaste månaden är juni, med i genomsnitt 426 mm nederbörd, och den torraste är oktober, med 17 mm nederbörd.